# Xã Farmington, Quận Grant, South Dakota
Xã Farmington (tiếng Anh: Farmington Township) là một xã thuộc quận Grant, tiểu bang Nam Dakota, Hoa Kỳ. Năm 2010, dân số của xã này là 75 người.